# MTU Friedrichshafen

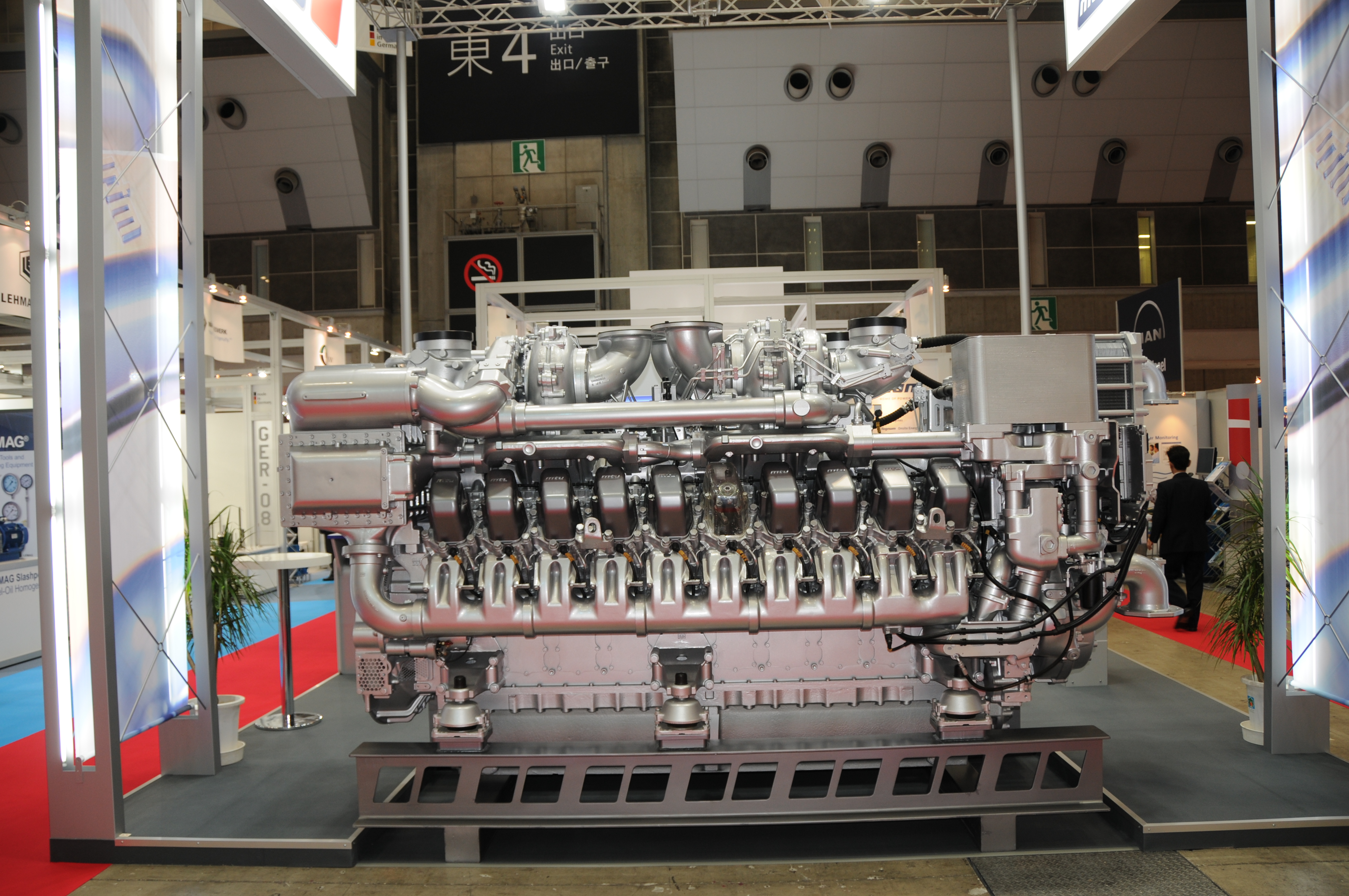
Ein MTU-20V4000M93-Dieselmotor auf der Ausstellung SeaJapan 2008

MTU (Motoren- und Turbinen-Union) ist eine Marke der Rolls-Royce Solutions GmbH (vormals MTU Friedrichshafen GmbH), die zu den weltweit führenden Herstellern von Großdieselmotoren und kompletten Antriebssystemen gezählt wird.
Das Unternehmen, eine Tochtergesellschaft der Rolls-Royce Power Systems AG, produziert Dieselmotoren für die Anwendungsfelder Schifffahrt, Energieversorgung, Schwerfahrzeuge, Militärfahrzeuge und Eisenbahn im Leistungsbereich von 20 bis 10.000 kW (27 bis 13.410 PS). Neben den eigenen Produkten vertreibt MTU auch Mercedes-Benz-Industriemotoren für Off-Highway-Applikationen sowie Gasturbinen des Herstellers General Electric für komplexe Schiffsantriebe und Kraftwerke.

## Geschichte
Entstanden ist MTU aus der am 23. März 1909 in Bissingen/Enz gegründeten Luftfahrzeug-Motorenbau GmbH. Das Unternehmen siedelte 1912 nach Friedrichshafen über und wurde 1918 in Maybach-Motorenbau GmbH umfirmiert. Diese fertigte alle Motoren für die Kettenfahrzeuge der Wehrmacht – allerdings nicht alle am Standort Friedrichshafen.
1960 kaufte Daimler-Benz das Unternehmen, entscheidend mitgewirkt hat dabei Jean Raebel. 1966 wurde das Unternehmen mit dem Großmotorenbau von Daimler-Benz zur Maybach Mercedes-Benz Motorenbau GmbH vereinigt. 1969 schließlich wurde der Name Motoren- und Turbinen-Union Friedrichshafen GmbH (MTU) geprägt, als ein Vertrag mit Daimler-Benz, MAN und MTU München (Triebwerksbau, heute MTU Aero Engines) geschlossen wurde.
Die MTU Friedrichshafen GmbH gehörte daraufhin organisatorisch zum Geschäftsbereich DaimlerChrysler Off Highway und kooperierte eng mit der Daimler-Tochter Detroit Diesel Corporation (DDC) sowie VM Motori, seit 1995 Tochter von DDC. Die damaligen Minderheitsgesellschafter – die Familien Maybach (7,2 %), von Brandenstein-Zeppelin (3,12 %) und die GBZ Holding GmbH (1,33 %) – veräußerten ihre Anteile Anfang September 2005 an DaimlerChrysler, um damit den geplanten Verkauf der MTU Friedrichshafen an einen Investor zu ermöglichen. Am 27. Dezember 2005 verkaufte die DaimlerChrysler AG MTU für 1,6 Milliarden Euro an die schwedische Private-Equity-Gruppe EQT.
Ab Juli 2006 firmierte der Marken- und Unternehmensverbund um die MTU-Gruppe unter Tognum GmbH. Die Friedrichshafener Werke sowie der Markenname MTU blieben weiterhin erhalten. Seit dem Börsengang am 2. Juli 2007 hat Tognum die Rechtsform einer Aktiengesellschaft. Ab 2011 besaßen der Motorenhersteller Rolls-Royce und Daimler über ihre gemeinsame Tochtergesellschaft Engine Holding GmbH 98,3 % des Kapitals von Tognum. Am 26. August 2014 übernahm der Rolls-Royce-Konzern die Anteile von Daimler komplett.
Der Rolls-Royce-Geschäftsbereich Power Systems ordnete im Herbst 2019 seine Marken neu – mit Rolls-Royce als Unternehmensmarke. Ein erster sichtbarer Schritt war die Umbenennung der MTU Friedrichshafen GmbH in Rolls-Royce Solutions GmbH. MTU, als die bei den Kunden bekannte Marke, bezeichnet weiterhin die Produkte und Lösungen.

## Unternehmensumfang
Das Unternehmen hatte im Jahr 2003 mit zirka 6.700 Beschäftigten (5850 / 87 % in Deutschland) einen Umsatz von knapp 1,3 Milliarden Euro erzielt. 2004 stieg der Umsatz auf 1,35 Milliarden Euro bei konstanter Mitarbeiterzahl.
2003 wurden 22.300 und 2004 26.000 Motoreneinheiten verkauft. In der Region Friedrichshafen ist die MTU ein bedeutender Arbeitgeber für Berufsanfänger und Ausbildungsbetrieb. Im Jahr 2003 wurde die Anzahl der Lehrlinge der gesamten MTU Friedrichshafen GmbH (nicht nur Standort Friedrichshafen) auf 349 und im Jahr 2004 auf 388 beziffert.
2012 hatte das Unternehmen 9.500 Mitarbeiter. 2018 firmierte es als Rolls-Royce Power Systems und beschäftigt 10.500 Mitarbeiter, davon 6.300 in Deutschland. Der Umsatz für 2018 lag bei 3,937 Milliarden Euro. 2024 wurde der Geschäftsbereich für kleine Motoren (im Wesentlichen wohl Vertriebsrecht für Motoren von Mercedes-Benz) an die Deutz AG verkauft.
Im ersten Halbjahr 2025 steigerte die MTU den Umsatz um etwa 20 Prozent auf 2,4 Milliarden Euro.

## Motorenbaureihen (Auswahl)
Vor der Jahrtausendwende entsprach die Baureihenbezeichnung üblicherweise dem Hubraum pro Zylinder in Zentilitern (396 = 3,96 Liter/Zyl), danach überwiegend sehr grob dem Zylinderhubraum in Millilitern (4000: 4,06 bis 4,77 Liter/Zylinder).
- Baureihe 099: 4- und 6-Zylinder-Reihenmotoren mit 4,0 bzw. 6,0 Litern Gesamthubraum (97,5 × 133 mm), Basis sind die Mercedes-Benz OM 364/366[15][16][17][18]
- Baureihe 904/906 bzw. Baureihe 106: 4- und 6-Zylinder-Reihenmotoren mit 4,25 bzw. 6,37 Litern Gesamthubraum (102 × 130 mm), Basis sind die Mercedes-Benz OM 900
- Baureihe 924/926: 4- und 6-Zylinder-Reihenmotoren mit 4,80 bzw. 7,20 Litern Gesamthubraum (106 × 136 mm), Basis sind die Mercedes-Benz OM 920
- Baureihe 1000: 4- und 6-Zylinder-Reihenmotoren mit 5,13 bzw. 7,69 Litern Gesamthubraum (110 × 135 mm), Basis sind die Mercedes-Benz OM 930
- Baureihe 1100: 6-Zylinder-Reihenmotor mit 10,7 Litern Gesamthubraum (125 × 145 mm), Basis ist der Mercedes-Benz OM 470
- Baureihe 1300: 6-Zylinder-Reihenmotor mit 12,8 Litern Gesamthubraum (132 × 156 mm), Basis ist der Mercedes-Benz OM 471
- Baureihe 1500: 6-Zylinder-Reihenmotor mit 15,6 Litern Gesamthubraum (139 × 171 mm), Basis ist der Mercedes-Benz OM 473
- Baureihe 60: 6-Zylinder-Reihenmotor mit 12,7 (130 × 160 mm) oder 14 (133 × 166 mm) Litern Gesamthubraum, Basis ist der Detroit Diesel S60
- Baureihe 1600: V-Motor (90°) mit 10 oder 12 Zylindern, (122 × 150 mm), 1,75 Liter/Zylinder
- Baureihe 1800 bzw. früher Baureihe 460: 6-Zylinder-Reihenmotor mit 12,8 Litern Gesamthubraum (128 × 166 mm), Basis ist der Mercedes-Benz OM 460, auch als Horizontalmotor für Eisenbahntriebwagen
- Baureihe 183: V-Motor (90°) mit 6, 8, 10 oder 12 Zylindern, 1,83 Liter/Zylinder (128 × 142 mm), Basis ist der Mercedes-Benz OM 440[19][20][21][22][23][24][25][26][27][28]
- Baureihe 199: V-Motor (90°) mit 6, 8, 10 oder 12 Zylindern, 1,99 Liter/Zylinder (130 × 150 mm), Basis ist der Mercedes-Benz OM 500
- Baureihe 2000: V-Motor (90°) mit 8, 10, 12, 16, 18 oder 20 Zylindern, 1,99 Liter/Zylinder (130 × 150 mm) oder 2,23 Liter/Zylinder (135 × 156 mm)[29][30]
- Baureihe MB 833/837/838: V-Motor mit 6, 8 oder 10 Zylindern, 3,74 Liter/Zylinder (165 × 175 mm), z. B. in Leopard 1[31]
- Baureihe MB 871/872/873: V-Motor mit 8, 10 oder 12 Zylindern, 3,97 Liter/Zylinder (170 × 175 mm), z. B. in Leopard 2[32]
- Baureihe 880: V-Motoren (90°) mit 8, 10 oder 12 Zylindern, 2,28 l/Zylinder (144 × 140 mm), Panzermotoren der 3. Generation, zuerst im (nicht verwirklichten) Panzerkampfwagen 2000[33]
- Baureihe 890: Reihenmotor mit 4, 5 oder 6 Zylindern oder V-Motoren mit 6, 8, 10 oder 12 Zylindern mit 1,0 oder 1,1 Liter/Zylinder (109 bzw. 115 × 107 mm), Hochdrehzahl- (ca. 4000 min-1) und Hochleistungsmotoren (ca. 100 kW/Liter Hubraum)
- Baureihe 331: V-Motoren (90°) mit 6, 8 oder 12 Zylindern, 3,31 l/Zylinder (165 × 155 mm)[34]
- Baureihe 396: V-Motor (90°) mit 6, 8, 12 oder 16 Zylindern, 3,96 Liter/Zylinder (165 × 185 mm)[35][36][37]
- Baureihe 4000: V-Motor (90°) mit 8, 10, 12, 16 oder 20 Zylindern, 4,06 Liter/Zylinder (165 × 190 mm), 4,31 Liter/Zylinder (170 × 190 mm), 4,77 Liter/Zylinder (170 × 210 mm)[38][39][40]
- Baureihe 493: Reihenmotor mit sechs und V-Motor mit 12 Zylindern und 4,76 später 4,93 Liter/Zylinder (172 bzw. 175 mm × 205 mm), alte Bezeichnung Mercedes-Benz MB 820 (V12) bzw. MB 836 (R6), eingebaut z. B. in U-Boot Nanggala
- Baureihe 538: V-Motor (60°) mit 8, 12, 16 oder 20 Zylindern und 5,38 Liter/Zylinder (185 mm × 200 mm), alte Bezeichnungen Maybach MD 430/435/440, MD 645/650/655, MD 860/865/870 oder MD1080[41]
- Baureihe 595: V-Motor (72°) mit 12 oder 16 Zylindern und 5,95 Liter/Zylinder (190 mm × 210 mm)[42]
- Baureihe 652: V-Motor (45°) mit 12 oder 16 Zylindern und 6,52 Liter/Zylinder (190 mm × 230 mm), alte Bezeichnung Mercedes-Benz MB 835 (V12) bzw. MB 839 (V16)
- Baureihe 672: V-Motor (40°) mit 20 Zylindern und 6,72 Liter/Zylinder (185 × 250 mm), alte Bezeichnung Mercedes-Benz MB 518
- Baureihe 956: V-Motor (60°) mit 12, 16 oder 20 Zylindern und 9,56 Liter/Zylinder (220 × 230 mm), z. B. in DB-Baureihe 218, Schnellbooten 143[43]
- Baureihe 1163: V-Motor (60°) mit 12, 16 oder 20 Zylindern und 11,63 Liter/Zylinder (230 × 280 mm)[44]
- Baureihe 8000: V-Motor (48°) mit 16 oder 20 Zylindern und 17,37 Liter/Zylinder (265 × 315 mm)

## Auszeichnungen
- Die MTU Friedrichshafen GmbH ist im Jahr 2010/2011 sowie im Jahr 2018/2019 für das Hybrid Powerpack mit dem Innovationspreis des Privatbahn Magazins ausgezeichnet worden.[45]